# Gabriel Yoly

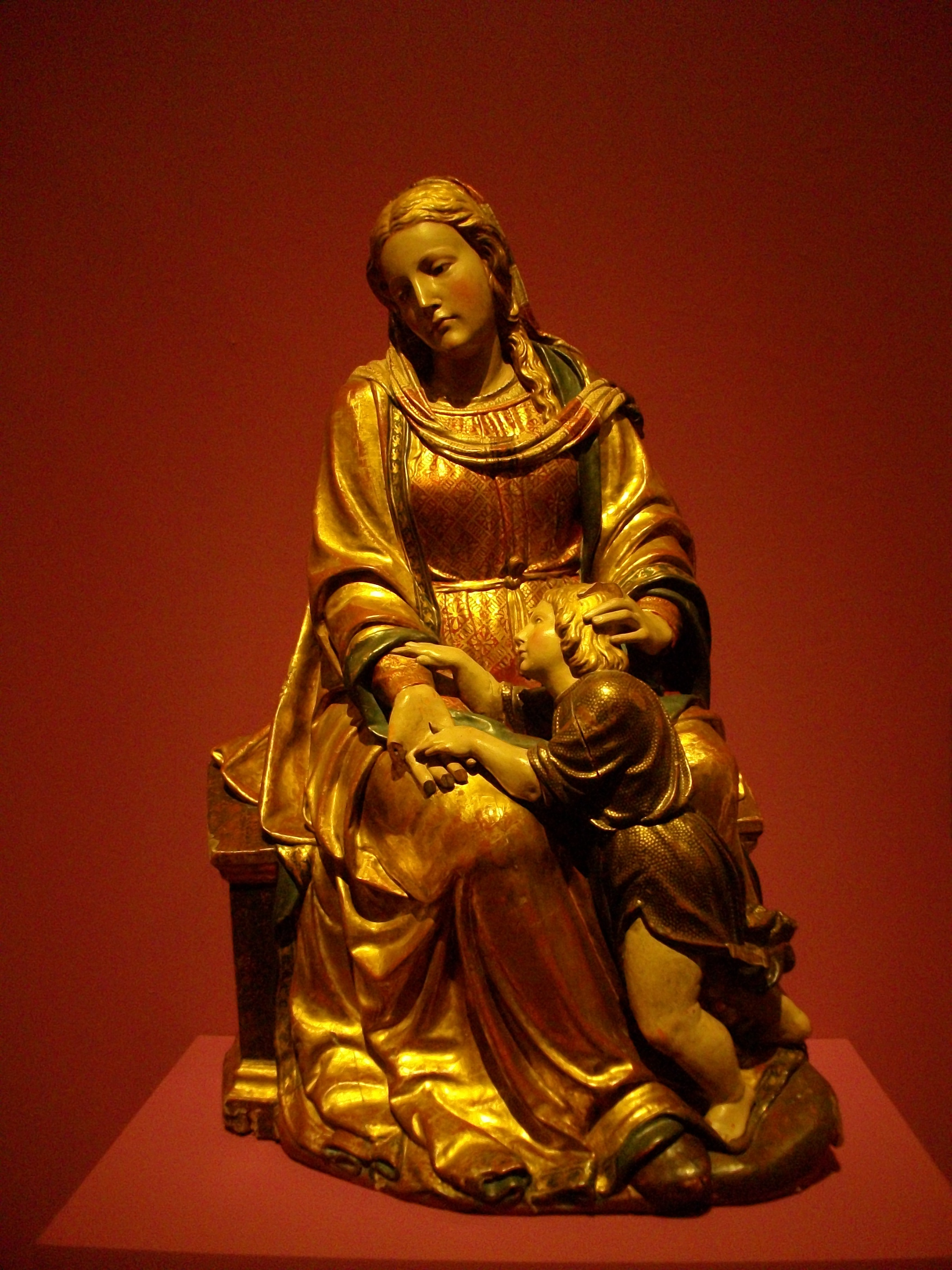
Mare de Déu amb l'Infant de Gabriel Yoly

Gabriel Yoly (Noyon? - Terol, 19 de març de 1538), va ser un escultor francès, que va viure a la corona d'Aragó, des del 1515.
Va residir a Saragossa, i va passar els seus últims anys a Terol. Es conserva la seva lauda sepulcral, contenint la imatge jacent i la inscripció, «Gabriel Yoly, imatger». Se li atribueix una primera formació gòtica francesa i completa la seva formació en l'escola florentina. A Espanya es veu influït per Damià Forment i, a l'última etapa, per Alonso Berruguete, qui li transmet el seu dramatisme.
El 1520 signa un contracte amb Gil Morlanes el Jove, per executar a mitges les obres que concertessin en quatre anys. A la seva primera etapa s'uneix a Damià Forment, pel que es deixa influir. Però alhora afavoreix la conversió de Forment al renaixement. Algun autor considera segura la intervenció de Yoly al retaule de Sant Miquel dels Navarresos a Saragossa. De 1520 data el retaule de Santiago, a la Seo de Saragossa, fet amb Gil Morlanes. Juan de Moreto dirigeix l'execució del retaule de Sant Miquel, a la catedral de Jaca, on l'escultura és obra de Yoly i de Juan de Salas.
Al retaule major de la parròquia de Tauste (1521), l'arquitectura és de Gil Morlanes el Jove, i l'escultura de Yoly i Salas. Al retaule d'Aniñón (Saragossa) ressorgeix la col·laboració de Morlanes i Yoly. El retaule de la Catedral de Roda d'Isàvena fet el 1533,i destruït el 1936, acredita l'influx de Berruguete. El retaule del bisbe Conchillos a la catedral de Tarazona és contractat el 1535 per Juan de Moreto; l'escultura és obra de Yoly.
A l'etapa de Terol corresponen el retaule major de l'església de Sant Pere, el retaule de Sant Cosme i Sant Damià a la mateixa església, i el retaule major de la catedral de Terol, del tipus de custòdia i sense policromar, el que permet d'acusar millor la força expressiva, plena d'accents de Berruguete.